# A Glee dalainak listája (2. évad)
A Glee egy amerikai zenés vígjáték- és drámasorozat, melyet a Fox gyárt. A történet a New Directions nevű kórusra fókuszál, mely az ohiói Limában található William McKinley High School középiskolában játszódik. A sorozatot Ryan Murphy, Brad Falchuk és Ian Brennan írja, és rengeteg dalt dolgoz fel, melyet a sorozat karakterei énekelnek el. Ryan Murphy feladata az összes zene kiválasztása, és megpróbálja azokat slágerré varázsolnia, szeretné, hogy "mindenkinek tartogasson valamely epizód egy dalt". Amint Ryan Murphy kiválaszt egy dalt, a jogokat a zenei vezető – P.J. Bloom – szerzi be, és a zenei producer – Adam Anders – átalakítja azt a színészek hangszínéhez. A dalokat előre felveszi a csapat, míg a koreográfus – Zach Woodlee – felépíti az ahhoz tartozó táncmozdulatokat, amit aztán a csapat megtanul és azt leforgatják. Aztán a stúdiófelvételeket elkészítik. A folyamat 6-8 héttel az epizódok forgatása előtt kezdődik meg, és az epizód leforgatása előtti napig tart. Az 1. évad első 13 epizódja egyenként átlagosan 5 dalt tartalmazott, melyet a végső 9 epizódban felemeltek átlagosan 8 dalra. A második évadban az epizódok egyenként átlagosan 6 dalt foglalnak magukba az első 16 epizód során.
A sorozat dalai elérhetők digitális letöltés formában az iTunes zeneboltban két héttel azelőtt, hogy az új epizódokat leadják, és más digitális boltokban is letölthető válnak egy héttel az epizód premierje után. Az évadban két olyan epizód szerepel, melyben sztárok előtt tisztelegnek: Az egyik a 2. rész, a "Britney/Brittany", melyben Britney Spears-dalokat hallhatunk a másik pedig az 5. rész, a "The Rocky Horror Glee Show", melyben a Rocky Horror Picture Show dalai csendülnek fel. A tizenhatodik, "Original Song" című epizódban pedig eredeti dalokat hallhatunk, melyeket a sorozatnak írtak. Egy jövőbeli epizód pedig az első olyan epizód lesz, amely nem egy előadó előtt tiszteleg, hanem annak egy albuma előtt, így a Fleetwood Mac Rumours című albumból is hallhatunk majd dalokat.
2010. október 19-én megjelent a Glee: The Music, The Rocky Horror Glee Show című kislemez, mely az ötödik epizód dalait tartalmazza. Két filmzenei album is megjelent 2010 novemberében, ezek pedig név szerint a Glee: The Music, The Christmas Album és a Glee: The Music, Volume 4. A sorozat hatodik filmzenei albuma a Glee: The Music, Volume 5, mely 2011 márciusában jelent meg. A hetedik filmzenei album a Glee: The Music Presents The Warblers nevet kapta, mely 2011. április 19-én jelent meg.

## Előadók
A dalok többségét a New Directions adja elő, azaz Artie Abrams (Kevin McHale), Rachel Berry (Lea Michele), Mike Chang (Harry Shum, Jr), Tina Cohen-Chang (Jenna Ushkowitz), Quinn Fabray (Dianna Agron), Finn Hudson (Cory Monteith), Kurt Hummel (Chris Colfer), Mercedes Jones (Amber Riley), Santana Lopez (Naya Rivera), Brittany Pierce (Heather Morris) és Noah Puckerman (Mark Salling), valamint a kórus vezetője, Will Schuester (Matthew Morrison). Viszont a 8. epizód végén ("Furt"), Kurt átiratkozik a Dalton Academy-be és csatlakozik a Warblers nevű kórusba, így egy másik McKinley-s tanuló, Lauren Zizes veszi át az ő helyét, hogy kijöjjön a minimum 12 tag a területi döntőre. A második évad folyamán a New Directionsbe csatlakozik Sam Evans (Chord Overstreet) és egy McKinley High cserediák is, Sunshine Corazon (Charice), aki később mégis átiratkozik a Carmel High középiskolába, a rivális Vocal Adrenaline klubhoz. Jayma Mays alakítja az iskolai tanácsnokot, Emma Pillsbury, John Stamos pedig fogorvosként, Dot Marie Jones pedig futballedzőként alakítják Carl Howell és Shannon Beiste karakterét. Darren Criss alakítja Blaine Andersont, egy rivális kórus, a Dalton Academy Warblers fő énekesét, és Gwyneth Paltrow is beugrik egy szerepre, ő játssza ugyanis a Willt helyettesítő tanárt. A pomponlányok edzője, Sue Sylvester (Jane Lynch) is énekel egy dalt az anyjával, Dorisszal (Carol Burnett).
A Glee: The Music, The Rocky Horror Glee Show című albumon lévő dalokban énekel a "nem-csapattag" Adam Anders, Nikki Anders, Kamari Copeland, Tim Davies, Missi Hale, Tobias Kampe-Flygare, Storm Lee, David Loucks, és Windy Wagner. Ezek az énekesek emellett részt vettek a Glee: The Music, Volume 4 című album készítésében is, és csatlakozott hozzájuk Kala Balch, Colin Benward, Ravaughn Brown, Jon Hall, Samantha Jade, Jeanette Olsson, Zac Poor, Drew Ryan Scott, és Onitsha Shaw. A dalokban, melyeket a Dalton Academy Warblers énekel, a Beelzebubs működik közre, mely egy A cappella társaság a Tufts egyetemről. A tagok, akik a háttérvokált szolgáltatják, azok Sam Cantor, Conor Flynn, Michael Grant, John Kwon, Cailin Mackenzie, Kent McCann, Eric Morrissey, Evan Powell, Penn Rosen, Eli Seidman, és Jack Thomas.

## Dalok
| Cím                                                        | Eredeti előadó                    | Feldolgozója                                                                                          | Epizód                          | Kislemez? | Album                                 | Forrás               |
| ---------------------------------------------------------- | --------------------------------- | --- | ------------------------------- | --------- | ------------------------------------- | -------------------- |
| "Empire State of Mind"                                     | Jay-Z feat. Alicia Keys           | New Directions                                                                                        | 1. "Audition"                   | Igen      | Glee: The Music, Volume 4             | [ 27 ]               |
| "Every Rose Has Its Thorn"                                 | Poison                            | Sam Evans                                                                                             | 1. "Audition"                   | Nem       | ?                                     | [ 28 ]               |
| "Telephone"                                                | Lady Gaga feat. Beyoncé           | Rachel Berry és Sunshine Corazon                                                                      | 1. "Audition"                   | Igen      | ?                                     | [ 29 ]               |
| "Getting to Know You"                                      | The King and I                    | Tina Cohen-Chang                                                                                      | 1. "Audition"                   | Nem       | ?                                     | [ 29 ]               |
| "Billionaire"                                              | Travie McCoy feat. Bruno Mars     | Sam Evans és a New Directions fiútagjai, kivéve Kurt Hummel                                           | 1. "Audition"                   | Igen      | Glee: The Music, Volume 4             | [ 18 ]               |
| "The Power"                                                | Snap!                             | Finn Hudson                                                                                           | 1. "Audition"                   | Nem       | ?                                     | [ 30 ]               |
| "Listen"                                                   | Dreamgirls                        | Sunshine Corazon                                                                                      | 1. "Audition"                   | Igen      | ?                                     | [ 31 ]               |
| "What I Did for Love"                                      | A Chorus Line                     | Rachel Berry                                                                                          | 1. "Audition"                   | Igen      | Glee: The Music, Love Songs           | [ 32 ]               |
| "I'm a Slave 4 U"                                          | Britney Spears                    | Brittany Pierce                                                                                       | 2. "Britney/Brittany"           | Igen      | ?                                     | [ 33 ]               |
| "Me Against the Music"                                     | Britney Spears feat. Madonna      | Brittany Pierce és Santana Lopez                                                                      | 2. "Britney/Brittany"           | Igen      | Glee: The Music, Volume 4             | [ 34 ]               |
| "...Baby One More Time"                                    | Britney Spears                    | Rachel Berry                                                                                          | 2. "Britney/Brittany"           | Igen      | ?                                     | [ 35 ]               |
| "Sailing"                                                  | Christopher Cross                 | Will Schuester                                                                                        | 2. "Britney/Brittany"           | Nem       | ?                                     | [ 36 ]               |
| "Stronger"                                                 | Britney Spears                    | Artie Abrams                                                                                          | 2. "Britney/Brittany"           | Igen      | Glee: The Music, Volume 4             | [ 37 ]               |
| "Toxic"                                                    | Britney Spears                    | New Directions és Will Schuester                                                                      | 2. "Britney/Brittany"           | Igen      | Glee: The Music, Volume 4             | [ 37 ]               |
| "The Only Exception"                                       | Paramore                          | Rachel Berry és a New Directions                                                                      | 2. "Britney/Brittany"           | Igen      | Glee: The Music, Volume 4             | [ 38 ]               |
| "Only the Good Die Young"                                  | Billy Joel                        | Noah Puckerman és a New Directions                                                                    | 3. "Grilled Cheesus"            | Igen      | ?                                     | [ 39 ]               |
| "I Look to You"                                            | Whitney Houston                   | Mercedes Jones, Quinn Fabray, és Tina Cohen-Chang                                                     | 3. "Grilled Cheesus"            | Igen      | ?                                     | [ 39 ]               |
| "Papa, Can You Hear Me?"                                   | Barbra Streisand                  | Rachel Berry                                                                                          | 3. "Grilled Cheesus"            | Igen      | ?                                     | [ 39 ]               |
| "I Want to Hold Your Hand"                                 | Across the Universe               | Kurt Hummel                                                                                           | 3. "Grilled Cheesus"            | Igen      | Glee: The Music, Volume 4             | [ 40 ]               |
| "Losing My Religion"                                       | R.E.M.                            | Finn Hudson                                                                                           | 3. "Grilled Cheesus"            | Igen      | ?                                     | [ 18 ]               |
| "Bridge over Troubled Water"                               | Aretha Franklin                   | Mercedes Jones                                                                                        | 3. "Grilled Cheesus"            | Igen      | ?                                     | [ 41 ]               |
| "One of Us"                                                | Joan Osborne                      | New Directions                                                                                        | 3. "Grilled Cheesus"            | Igen      | Glee: The Music, Volume 4             | [ 42 ]               |
| "Don't Go Breaking My Heart"                               | Elton John és Kiki Dee            | Rachel Berry és Finn Hudson                                                                           | 4. "Duets"                      | Igen      | Glee: The Music, Love Songs           | [ 43 ]               |
| "River Deep – Mountain High"                               | Ike & Tina Turner                 | Mercedes Jones és Santana Lopez                                                                       | 4. "Duets"                      | Igen      | Glee: The Music, Volume 4             | [ 43 ]               |
| "Le Jazz Hot!"                                             | Victor/Victoria                   | Kurt Hummel                                                                                           | 4. "Duets"                      | Igen      | ?                                     | [ 43 ]               |
| "Sing!"                                                    | A Chorus Line                     | Mike Chang, Tina Cohen-Chang és a New Directions                                                      | 4. "Duets"                      | Igen      | ?                                     | [ 43 ]               |
| "With You I'm Born Again"                                  | Billy Preston és Syreeta Wright   | Rachel Berry és Finn Hudson                                                                           | 4. "Duets"                      | Nem       | ?                                     | [ 44 ]               |
| "Lucky"                                                    | Jason Mraz és Colbie Caillat      | Sam Evans és Quinn Fabray                                                                             | 4. "Duets"                      | Igen      | Glee: The Music, Volume 4             | [ 43 ]               |
| "Get Happy" / "Happy Days Are Here Again"                  | Judy Garland és Barbra Streisand  | Rachel Berry és Kurt Hummel                                                                           | 4. "Duets"                      | Igen      | ?                                     | [ 43 ]               |
| "Science Fiction/Double Feature"                           | Rocky Horror Picture Show         | Santana Lopez                                                                                         | 5. "The Rocky Horror Glee Show" | Nem       | The Rocky Horror Glee Show            | [ 45 ]               |
| "Over at the Frankenstein Place"                           | Rocky Horror Picture Show         | Rachel Berry, Finn Hudson, és a New Directions                                                        | 5. "The Rocky Horror Glee Show" | Nem       | The Rocky Horror Glee Show            | [ 45 ]               |
| "Dammit Janet"                                             | Rocky Horror Picture Show         | Finn Hudson, Rachel Berry, Quinn Fabray, Kurt Hummel és Mercedes Jones                                | 5. "The Rocky Horror Glee Show" | Nem       | The Rocky Horror Glee Show            | [ 45 ]               |
| "Hot Patootie"                                             | Rocky Horror Picture Show         | Carl Howell és a New Directions                                                                       | 5. "The Rocky Horror Glee Show" | Nem       | The Rocky Horror Glee Show            | [ 45 ]               |
| "Sweet Transvestite"                                       | Rocky Horror Picture Show         | Mercedes Jones, Brittany Pierce és Santana Lopez                                                      | 5. "The Rocky Horror Glee Show" | Nem       | The Rocky Horror Glee Show            | [ 45 ]               |
| "Touch-a, Touch-a, Touch-a, Touch Me"                      | Rocky Horror Picture Show         | Emma Pillsbury, Santana Lopez, Brittany Pierce, Will Schuester, Kurt Hummel, Carl Howell, Finn Hudson | 5. "The Rocky Horror Glee Show" | Nem       | The Rocky Horror Glee Show            | [ 45 ] [ 46 ]        |
| "Time Warp"                                                | Rocky Horror Picture Show         | New Directions                                                                                        | 5. "The Rocky Horror Glee Show" | Nem       | The Rocky Horror Glee Show            | [ 45 ]               |
| "One Love / People Get Ready"                              | Bob Marley & The Wailers          | Noah Puckerman és Artie Abrams                                                                        | 6. "Never Been Kissed"          | Igen      | Glee: The Music, Volume 4             | [ 47 ]               |
| "Teenage Dream"                                            | Katy Perry                        | Dalton Academy Warblers                                                                               | 6. "Never Been Kissed"          | Igen      | Glee: The Music, Volume 4             | [ 47 ]               |
| "Start Me Up" / "Livin' on a Prayer"                       | The Rolling Stones / Bon Jovi     | A New Directions lánytagjai                                                                           | 6. "Never Been Kissed"          | Igen      | ?                                     | [ 47 ]               |
| "Stop! In the Name of Love" / "Free Your Mind"             | The Supremes / En Vogue           | A New Directions fiútagjai                                                                            | 6. "Never Been Kissed"          | Igen      | ?                                     | [ 47 ]               |
| "Conjunction Junction"                                     | Schoolhouse Rock!                 | Holly Holliday                                                                                        | 7. "The Substitute"             | Nem       | ?                                     | [ 48 ]               |
| "Forget You"                                               | Cee Lo Green                      | Holly Holliday és a New Directions                                                                    | 7. "The Substitute"             | Igen      | Glee: The Music, Volume 4             | [ 49 ]               |
| "Make 'Em Laugh"                                           | Donald O’Connor                   | Will Schuester                                                                                        | 7. "The Substitute"             | Igen      | ?                                     | [ 50 ]               |
| "Nowadays / Hot Honey Rag"                                 | Chicago                           | Holly Holliday és Rachel Berry                                                                        | 7. "The Substitute"             | Igen      | ?                                     | [ 50 ]               |
| "Singin' in the Rain" / "Umbrella"                         | Gene Kelly / Rihanna feat. Jay-Z  | Holly Holliday, Will Schuester, és a New Directions                                                   | 7. "The Substitute"             | Igen      | ?                                     | [ 50 ]               |
| "Ohio"                                                     | Wonderful Town                    | Sue Sylvester és Doris Sylvester                                                                      | 8. "Furt"                       | Igen      | ?                                     | [ 24 ]               |
| "Marry You"                                                | Bruno Mars                        | New Directions                                                                                        | 8. "Furt"                       | Igen      | Glee: The Music, Volume 4             | [ 24 ]               |
| "Sway"                                                     | Michael Bublé                     | Will Schuester                                                                                        | 8. "Furt"                       | Igen      | Glee: The Music, Volume 4             | [ 51 ]               |
| "Just the Way You Are"                                     | Bruno Mars                        | Finn Hudson és New Directions                                                                         | 8. "Furt"                       | Igen      | Glee: The Music, Volume 4             | [ 24 ]               |
| "Don't Cry for Me Argentina"                               | Evita                             | Rachel Berry és Kurt Hummel                                                                           | 9. "Special Education"          | Igen      | ?                                     | [ 52 ]               |
| "The Living Years"                                         | Mike & The Mechanics              | The Hipsters                                                                                          | 9. "Special Education"          | Igen      | ?                                     | [ 52 ]               |
| "Hey, Soul Sister"                                         | Train                             | Dalton Academy Warblers                                                                               | 9. "Special Education"          | Igen      | Glee: The Music Presents The Warblers | [ 52 ]               |
| "(I've Had) The Time of My Life"                           | Bill Medley and Jennifer Warnes   | Sam Evans, Quinn Fabray, és a New Directions                                                          | 9. "Special Education"          | Igen      | Glee: The Music, Volume 4             | [ 52 ]               |
| "Valerie"                                                  | Mark Ronson feat. Amy Winehouse   | Santana Lopez és a New Directions                                                                     | 9. "Special Education"          | Igen      | Glee: The Music, Volume 4             | [ 53 ]               |
| "Dog Days Are Over"                                        | Florence and the Machine          | Tina Cohen-Chang, Mercedes Jones, és a New Directions                                                 | 9. "Special Education"          | Igen      | ?                                     | [ 52 ]               |
| "The Most Wonderful Day of the Year"                       | Rudolph the Red-Nosed Reindeer    | New Directions                                                                                        | 10. "A Very Glee Christmas"     | Nem       | The Christmas Album                   | [ 54 ]               |
| "We Need a Little Christmas"                               | Mame                              | New Directions                                                                                        | 10. "A Very Glee Christmas"     | Nem       | The Christmas Album                   | [ 54 ]               |
| "Merry Christmas Darling"                                  | The Carpenters                    | Rachel Berry                                                                                          | 10. "A Very Glee Christmas"     | Nem       | The Christmas Album                   | [ 54 ]               |
| "Baby, It's Cold Outside"                                  | Frank Loesser                     | Kurt Hummel és Blaine Anderson                                                                        | 10. "A Very Glee Christmas"     | Nem       | The Christmas Album                   | [ 54 ]               |
| "You're a Mean One, Mr. Grinch"                            | A Grincs                          | k.d. lang                                                                                             | 10. "A Very Glee Christmas"     | Nem       | The Christmas Album                   | [ 55 ]               |
| "Last Christmas"                                           | Wham!                             | Rachel Berry és Finn Hudson                                                                           | 10. "A Very Glee Christmas"     | Igen      | The Christmas Album                   | [ 54 ]               |
| "Welcome Christmas"                                        | A Grincs                          | New Directions                                                                                        | 10. "A Very Glee Christmas"     | Igen      | ?                                     | [ 54 ]               |
| "California Gurls"                                         | Katy Perry feat. Snoop Dogg       | McKinley High Cheerios (pomponlányok)                                                                 | 11. "The Sue Sylvester Shuffle" | Nem       | ?                                     | [ 56 ]               |
| "Need You Now"                                             | Lady Antebellum                   | Rachel Berry és Noah Puckerman                                                                        | 11. "The Sue Sylvester Shuffle" | Igen      | Glee: The Music, Volume 5             | [ 57 ] [ 58 ]        |
| "She's Not There"                                          | The Zombies                       | Finn Hudson és a McKinley High Titans                                                                 | 11. "The Sue Sylvester Shuffle" | Igen      | Glee: The Music, Volume 5             | [ 57 ]               |
| "Bills, Bills, Bills"                                      | Destiny’s Child                   | Dalton Academy Warblers                                                                               | 11. "The Sue Sylvester Shuffle" | Igen      | Glee: The Music Presents The Warblers | [ 59 ]               |
| "Thriller" / "Heads Will Roll"                             | Michael Jackson / Yeah Yeah Yeahs | New Directions és a McKinley High Titans                                                              | 11. "The Sue Sylvester Shuffle" | Igen      | Glee: The Music, Volume 5             | [ 60 ]               |
| "Fat Bottomed Girls"                                       | Queen                             | Noah Puckerman és a New Directions fiútagjai                                                          | 12. "Silly Love Songs"          | Igen      | Glee: The Music, Volume 5             | [ 61 ]               |
| "P.Y.T. (Pretty Young Thing)"                              | Michael Jackson                   | Artie Abrams és Mike Chang                                                                            | 12. "Silly Love Songs"          | Igen      | Glee: The Music, Volume 5             | [ 61 ]               |
| "When I Get You Alone"                                     | Robin Thicke                      | Dalton Academy Warblers                                                                               | 12. "Silly Love Songs"          | Igen      | Glee: The Music Presents The Warblers | [ 62 ] [ 63 ]        |
| "My Funny Valentine"                                       | Babes in Arms                     | Tina Cohen-Chang                                                                                      | 12. "Silly Love Songs"          | Nem       | ?                                     | [ 61 ]               |
| "Firework"                                                 | Katy Perry                        | Rachel Berry és a New Directions nőtagjai                                                             | 12. "Silly Love Songs"          | Igen      | Glee: The Music, Volume 5             | [ 61 ]               |
| "Silly Love Songs"                                         | Wings                             | Dalton Academy Warblers                                                                               | 12. "Silly Love Songs"          | Igen      | Glee: The Music Presents The Warblers | [ 61 ] [ 63 ]        |
| "Baby"                                                     | Justin Bieber feat. Ludacris      | Sam Evans                                                                                             | 13. "Comeback"                  | Igen      | Glee: The Music, Volume 5             | [ 64 ] [ 65 ]        |
| "Somebody to Love"                                         | Justin Bieber                     | Sam Evans, Noah Puckerman, Artie Abrams, és Mike Chang                                                | 13. "Comeback"                  | Igen      | Glee: The Music, Volume 5             | [ 64 ] [ 65 ]        |
| "Take Me or Leave Me"                                      | Rent                              | Rachel Berry és Mercedes Jones                                                                        | 13. "Comeback"                  | Igen      | Glee: The Music, Volume 5             | [ 63 ] [ 66 ]        |
| "This Little Light of Mine"                                | Népzene                           | Will Schuester, Sue Sylvester, és a pediátriai páciensek                                              | 13. "Comeback"                  | Nem       | ?                                     | [ 67 ]               |
| "I Know What Boys Like"                                    | The Waitresses                    | Lauren Zizes, Brittany Pierce, és Tina Cohen-Chang                                                    | 13. "Comeback"                  | Igen      | ?                                     | [ 68 ] [ 69 ]        |
| "Sing"                                                     | My Chemical Romance               | New Directions és Sue Sylvester                                                                       | 13. "Comeback"                  | Igen      | Glee: The Music, Volume 5             | [ 56 ] [ 65 ]        |
| "My Headband"                                              |                                   | Rachel Berry                                                                                          | 14. "Blame It on the Alcohol"   | Nem       | ?                                     | [ 70 ]               |
| "Don't You Want Me"                                        | The Human League                  | Rachel Berry és Blaine Anderson                                                                       | 14. "Blame It on the Alcohol"   | Igen      | Glee: The Music, Volume 5             | [ 71 ]               |
| "Blame It"                                                 | Jamie Foxx feat. T-Pain           | Artie Abrams, Noah Puckerman, Mercedes Jones, Santana Lopez, és a New Directions                      | 14. "Blame It on the Alcohol"   | Igen      | ?                                     | [ 71 ]               |
| "One Bourbon, One Scotch, One Beer"                        | George Thorogood                  | Shannon Beiste és Will Schuester                                                                      | 14. "Blame It on the Alcohol"   | Igen      | ?                                     | [ 72 ] [ 73 ]        |
| "Tik Tok"                                                  | Kesha                             | Brittany Pierce és a New Directions                                                                   | 14. "Blame It on the Alcohol"   | Igen      | ?                                     | [ 71 ] [ 74 ]        |
| "Do You Wanna Touch Me (Oh Yeah)"                          | Joan Jett                         | Holly Holliday és a New Directions                                                                    | 15. "Sexy"                      | Igen      | Glee: The Music, Volume 5             | [ 75 ]               |
| "Animal"                                                   | Neon Trees                        | Blaine Anderson, Kurt Hummel és a Dalton Academy Warblers                                             | 15. "Sexy"                      | Igen      | Glee: The Music Presents The Warblers | [ 76 ]               |
| "Kiss"                                                     | Prince and The Revolution         | Will Schuester és Holly Holliday                                                                      | 15. "Sexy"                      | Igen      | Glee: The Music, Volume 5             | [ 77 ] [ 78 ]        |
| "Landslide"                                                | Fleetwood Mac                     | Holly Holliday, Santana Lopez, és Brittany Pierce                                                     | 15. "Sexy"                      | Igen      | Glee: The Music, Volume 5             |                      |
| "Afternoon Delight"                                        | Starland Vocal Band               | Carl Howell, Noah Puckerman, Rachel Berry, Emma Pillsbury, és Quinn Fabray                            | 15. "Sexy"                      | Igen      | Glee: The Music, Volume 5             | [ 75 ]               |
| "Misery"                                                   | Maroon 5                          | Dalton Academy Warblers                                                                               | 16. "Original Song"             | Igen      | Glee: The Music Presents The Warblers | [ 79 ] [ 80 ]        |
| "Only Child"                                               | GLEE                              | Rachel Berry                                                                                          | 16. "Original Song"             | Nem       | ?                                     |                      |
| "Blackbird"                                                | The Beatles                       | Kurt Hummel és a Dalton Academy Warblers                                                              | 16. "Original Song"             | Igen      | Glee: The Music Presents The Warblers | [ 79 ]               |
| "Trouty Mouth"                                             | GLEE                              | Santana Lopez                                                                                         | 16. "Original Song"             | Igen      | ?                                     | [ 81 ]               |
| "Big Ass Heart"                                            | GLEE                              | Noah Puckerman                                                                                        | 16. "Original Song"             | Igen      | ?                                     | [ 81 ]               |
| "Hell to the No"                                           | GLEE                              | Mercedes Jones                                                                                        | 16. "Original Song"             | Igen      | ?                                     | [ 79 ]               |
| "Jesus Is A Friend of Mine"                                | Sonseed                           | Aural Intensity                                                                                       | 16. "Original Song"             | Nem       | ?                                     | [ 79 ]               |
| "Candles"                                                  | Hey Monday                        | Dalton Academy Warblers                                                                               | 16. "Original Song"             | Igen      | Glee: The Music Presents The Warblers | [ 79 ]               |
| "Raise Your Glass"                                         | Pink                              | Dalton Academy Warblers                                                                               | 16. "Original Song"             | Igen      | Glee: The Music Presents The Warblers | [ 79 ]               |
| "Get It Right"                                             | GLEE                              | Rachel Berry                                                                                          | 16. "Original Song"             | Igen      | Glee: The Music, Volume 5             | [ 82 ]               |
| "Loser Like Me"                                            | GLEE                              | New Directions                                                                                        | 16. "Original Song"             | Igen      | Glee: The Music, Volume 5             | [ 83 ]               |
| "All by Myself"                                            | Céline Dion                       | Sunshine Corazon                                                                                      | 17. "A Night of Neglect"        | Igen      | ?                                     | [ 84 ]               |
| "I Follow Rivers"                                          | Lykke Li                          | Tina Cohen-Chang                                                                                      | 17. "A Night of Neglect"        | Igen      | ?                                     | [ 84 ]               |
| "Bubble Toes"                                              | Jack Johnson                      | Mike Chang                                                                                            | 17. "A Night of Neglect"        | Nem       | ?                                     |                      |
| "Turning Tables"                                           | Adele                             | Holly Holliday                                                                                        | 17. "A Night of Neglect"        | Igen      | Glee: The Music, Volume 6             | [ 84 ] [ 85 ]        |
| "Ain't No Way"                                             | Aretha Franklin                   | Mercedes Jones                                                                                        | 17. "A Night of Neglect"        | Igen      | ?                                     | [ 84 ]               |
| "I Feel Pretty / Unpretty"                                 | West Side Story és TLC            | Rachel Berry és Quinn Fabray                                                                          | 18. "Born This Way"             | Igen      | Glee: The Music, Volume 6             | [ 85 ] [ 86 ]        |
| "I've Gotta Be Me"                                         | Sammy Davis Jr.                   | Finn Hudson és Mike Chang                                                                             | 18. "Born This Way"             | Igen      | Glee: The Music, Volume 6             | [ 85 ] [ 87 ] [ 88 ] |
| "Somewhere Only We Know"                                   | Keane                             | Dalton Academy Warblers                                                                               | 18. "Born This Way"             | Igen      | Glee: The Music Presents The Warblers | [ 89 ] [ 90 ]        |
| "As If We Never Said Goodbye"                              | Sunset Boulevard                  | Kurt Hummel                                                                                           | 18. "Born This Way"             | Igen      | Glee: The Music, Volume 6             | [ 85 ] [ 91 ]        |
| "Barbra Streisand"                                         | Duck Sauce                        | A New Directions és a plázai flash mob                                                                | 18. "Born This Way"             | Nem       | ?                                     | [ 92 ]               |
| "Born This Way"                                            | Lady Gaga                         | New Directions                                                                                        | 18. "Born This Way"             | Igen      | Glee: The Music, Volume 6             | [ 85 ] [ 93 ]        |
| "Dreams"                                                   | Fleetwood Mac                     | April Rhodes és Will Schuester                                                                        | 19. "Rumours"                   | Igen      | Glee: The Music, Volume 6             | [ 94 ]               |
| "Never Going Back Again"                                   | Fleetwood Mac                     | Artie Abrams                                                                                          | 19. "Rumours"                   | Igen      | ?                                     | [ 94 ]               |
| "Songbird"                                                 | Fleetwood Mac                     | Santana Lopez                                                                                         | 19. "Rumours"                   | Igen      | Glee: The Music, Volume 6             | [ 94 ]               |
| "I Don't Want to Know"                                     | Fleetwood Mac                     | Quinn Fabray és Finn Hudson                                                                           | 19. "Rumours"                   | Igen      | ?                                     | [ 94 ]               |
| "Nice to Meet You, Have I Slept with You?"                 | GLEE                              | April Rhodes és Will Schuester                                                                        | 19. "Rumours"                   | Nem       | ?                                     | [ 95 ] [ 96 ]        |
| "Go Your Own Way"                                          | Fleetwood Mac                     | Rachel Berry                                                                                          | 19. "Rumours"                   | Igen      | Glee: The Music, Volume 6             | [ 94 ]               |
| "Don't Stop"                                               | Fleetwood Mac                     | New Directions                                                                                        | 19. "Rumours"                   | Igen      | Glee: The Music, Volume 6             | [ 94 ]               |
| "Rolling in the Deep"                                      | John Legend                       | Rachel Berry és Jesse St. James, valamint a színpadtervező csoport                                    | 20. "Prom Queen"                | Igen      | Volume 6                              | [ 97 ] [ 98 ]        |
| "Isn't She Lovely?"                                        | Stevie Wonder                     | Artie Abrams, Finn Hudson, Sam Evans, Noah Puckerman és Mike Chang                                    | 20. "Prom Queen"                | Igen      | Glee: The Music, Volume 6             | [ 99 ]               |
| "Friday"                                                   | Rebecca Black                     | Artie Abrams, Sam Evans, és Noah Puckerman                                                            | 20. "Prom Queen"                | Igen      | ?                                     | [ 100 ] [ 101 ]      |
| "Jar of Hearts"                                            | Christina Perri                   | Rachel Berry                                                                                          | 20. "Prom Queen"                | Igen      | ?                                     | [ 99 ]               |
| "I'm Not Gonna Teach Your Boyfriend How to Dance with You" | Black Kids                        | Blaine Anderson, Tina Cohen-Chang és Brittany Pierce                                                  | 20. "Prom Queen"                | Igen      | ?                                     | [ 99 ]               |
| "Dancing Queen"                                            | ABBA                              | Santana Lopez és Mercedes Jones                                                                       | 20. "Prom Queen"                | Igen      | Glee: The Music, Volume 6             | [ 99 ]               |
| "Back to Black"                                            | Amy Winehouse                     | Santana Lopez                                                                                         | 21. "Funeral"                   | Igen      | ?                                     | [ 102 ]              |
| "Some People"                                              | Gypsy: A Musical Fable            | Kurt Hummel                                                                                           | 21. "Funeral"                   | Igen      | ?                                     | [ 102 ]              |
| "Try a Little Tenderness"                                  | Otis Redding                      | Mercedes Jones                                                                                        | 21. "Funeral"                   | Igen      | Glee: The Music, Volume 6             | [ 103 ] [ 104 ]      |
| "My Man"                                                   | Barbra Streisand                  | Rachel Berry                                                                                          | 21. "Funeral"                   | Igen      | Glee: The Music, Volume 6             | [ 103 ] [ 104 ]      |
| "Pure Imagination"                                         | Willy Wonka és a csokigyár        | New Directions                                                                                        | 21. "Funeral"                   | Igen      | Glee: The Music, Volume 6             | [ 103 ] [ 104 ]      |
| "My Cup"                                                   | GLEE                              | Brittany Pierce és Artie Abrams                                                                       | 22. "New York"                  | Igen      | ?                                     | [ 105 ]              |
| "I Love New York" / "New York, New York"                   | Madonna / On the Town (musical)   | New Directions                                                                                        | 22. "New York"                  | Igen      | ?                                     | [ 106 ]              |
| "Still Got Tonight"                                        | Matthew Morrison                  | Will Schuester                                                                                        | 22. "New York"                  | Nem       | Matthew Morrison (album)              | [ 107 ]              |
| "Bella Notte"                                              | Suzi és Tekergő                   | Noah Puckerman, Sam Evans, Mike Chang és Artie Abrams                                                 | 22. "New York"                  | Igen      | Glee: The Music, Volume 6             | [ 108 ]              |
| "For Good"                                                 | Wicked (musical)                  | Rachel Berry és Kurt Hummel                                                                           | 22. "New York"                  | Igen      | ?                                     | [ 109 ]              |
| "Yeah!"                                                    | Usher feat. Lil John és Ludacris  | Crawford County Lányok Kórusa                                                                         | 22. "New York"                  | Igen      | ?                                     | [ 110 ]              |
| "As Long as You're There"                                  | GLEE                              | Sunshine Corazon és a Vocal Adrenaline                                                                | 22. "New York"                  | Igen      | Glee: The Music, Volume 6             | [ 103 ] [ 111 ]      |
| "Pretending"                                               | GLEE                              | Rachel Berry és Finn Hudson                                                                           | 22. "New York"                  | Igen      | Glee: The Music, Volume 6             | [ 112 ]              |
| "Light Up the World"                                       | GLEE                              | New Directions                                                                                        | 22. "New York"                  | Igen      | Glee: The Music, Volume 6             | [ 111 ]              |

## Fordítás
- Ez a szócikk részben vagy egészben  a   List of songs in Glee (season 2) című angol Wikipédia-szócikk fordításán alapul.  Az eredeti cikk szerkesztőit annak laptörténete sorolja fel. Ez a jelzés csupán a megfogalmazás eredetét és a szerzői jogokat jelzi, nem szolgál a cikkben szereplő információk forrásmegjelöléseként.